# 田河津村
田河津村（たこうづむら）は、昭和30年（1955年）まで岩手県東磐井郡にあった村。現在の一関市東山町田河津にあたる。

## 沿革
- 明治22年（1889年）4月1日 - 町村制施行にともない、旧来の田河津村単独で村制施行。
- 昭和30年（1955年）2月1日 - 長坂村と合併し、東山村となる。

## 行政
- 歴代村長

| 代 | 氏名       | 就任                       | 退任                       | 備考 |
| -- | ---------- | -------------------------- | -------------------------- | ---- |
| 1  | 高金貢     | 明治22年（1889年）5月16日  | 明治32年（1899年）8月19日  |      |
| 2  | 高金卯太治 | 明治32年（1899年）9月19日  | 明治33年（1900年）5月11日  |      |
| 3  | 高金貢     | 明治33年（1900年）6月16日  | 明治35年（1902年）7月21日  | 再任 |
| 4  | 高金卯太治 | 明治35年（1902年）8月4日   | 明治36年（1903年）7月25日  | 再任 |
| 5  | 千葉和三郎 | 明治36年（1903年）9月17日  | 明治38年（1905年）12月18日 |      |
| 6  | 横沢丑蔵   | 明治39年（1906年）1月26日  | 明治39年（1906年）3月4日   |      |
| 7  | 小野直三郎 | 明治39年（1906年）4月5日   | 明治39年（1906年）7月17日  |      |
| 8  | 千葉和三郎 | 明治39年（1906年）12月28日 | 明治43年（1910年）12月27日 | 再任 |
| 9  | 佐藤綾吉   | 明治44年（1911年）3月21日  | 大正12年（1923年）7月14日  |      |
| 10 | 伊藤軍治郎 | 大正12年（1923年）9月13日  | 昭和13年（1938年）2月17日  |      |
| 11 | 高金峻     | 昭和16年（1941年）2月18日  | 昭和16年（1941年）5月16日  |      |
| 12 | 小野寺克治 | 昭和16年（1941年）12月23日 | 昭和21年（1946年）12月4日  |      |
| 13 | 小野寺守実 | 昭和22年（1947年）4月5日   | 昭和26年（1951年）4月4日   |      |
| 14 | 横沢鉄郎   | 昭和26年（1951年）4月23日  | 昭和30年（1955年）1月31日  |      |

## 教育
- 田河津村立田河津小学校
  - 田河津村立田河津小学校紙生里分校
  - 田河津村立田河津小学校夏山分校
- 田河津村立田河津中学校